# Gislind Nabakowski
Gislind Nabakowski (* 1945) ist eine deutsche Kunstkritikerin und Kulturwissenschaftlerin. Sie war in den 1970er Jahren Chefredakteurin der Kunstzeitschrift heute Kunst. Ihre Forschungsschwerpunkte liegen im Bereich der Medien- und Gendertheorie.

## Leben und Werk
Nabakowski studierte ab 1965 (mit Katharina Sieverding und Ulrike Rosenbach) an der Kunstakademie Düsseldorf bei Joseph Beuys als Malerin. Über die Erfahrungen in der Beuys-Klasse berichtete sie 1987 und kritisierte das Lehrangebot im Rückblick als unpolitisch, unzeitgemäß und mangelhaft. Besonders mit Sieverding verband sie eine – auch kunsttheoretische – Zusammenarbeit: Wenn man auf das Thema „Frauenbewegung in der Kunst in Deutschland“ zu sprechen kommt, hat Gislind einen wesentlichen Anteil an der Bildung der Terminologie. Wir haben oft um die Worte gerungen, denn zu diesen Themen musste auch eine neue Begrifflichkeit gefunden werden…
1971 lernte sie den italienischen Kunstverleger Giancarlo Politi kennen und schrieb für dessen Kunstmagazin flash art. Aus dieser persönlichen Beziehung entstand das progressive deutschsprachige Kunstmagazin „heute KUNST“, dessen Gründerin, Namensgeberin und Chefredakteurin Nabakowski wurde. Es erschien erstmals im März 1973 in Politis italienischem Verlag „flash art edizioni“ in Mailand. Die sechs jährlichen Ausgaben hatten eine Auflage von jeweils 10.000 Exemplaren. Das Magazin war unabhängig, die Kosten wurden alleine durch Abonnements und Anzeigen bestritten. Nabakowski pendelte beruflich wie privat zwischen Mailand und Düsseldorf, von wo aus sie heute KUNST redigierte. Sie entwickelte mit Politi im gleichen Jahr auch den internationalen Kunstführer art diary. Bereits mit Ausgabe 9 vom Februar 1975 erschien erstmals ein Themenheft „Feminismus & Kunst“ in heute KUNST und die Beiträge, die sich mit feministischen Kunstformen, sowie mit Travestie und Androgynie in der Kunst beschäftigten, nahmen zunehmend einen größeren Raum ein. Nabakowski und die Autoren berichteten weiterhin über den Themenbereich Frauen und Kunst, ohne dies jedoch in der Folge zum Schwerpunkt des Heftes zu machen, das sich international mit allen künstlerischen Medien wie Fotografie, Performance Video, Film und Konzeptkunst beschäftigte.
Für das Magazin führte Nabakowski vielzitierte Interviews, unter anderem mit Gerhard Richter, Ulrike Rosenbach, George Brecht und Joseph Beuys 1973 führte sie mit Blinky Palermo, einem Künstlerkollegen aus der Beuys-Klasse, ein Gespräch über sein Verhältnis zu Literatur zur Musik und zur Kunstszene, das einzige Interview, das der Künstler jemals gegeben hat. 1978 schied Nabakowski aus der Redaktion aus, „heute KUNST“ wurde kurz darauf eingestellt.
Von 1979 bis 1980 lehrte sie an der Kunstakademie Düsseldorf. In dem von ihr 1980 initiierten, zweibändigen Standardwerk Frauen in der Kunst stellte Nabakowski das Unvermögen überwiegend männlicher Kunstkritiker heraus, die Kunst von Frauen mit vorurteilsfreier Begrifflichkeit einzuordnen und bezeichnete dies als cultural lag. 1982 drehte sie für das ZDF den Film Die gebrochene Säule (Kamera Peter Nicolay), in dem sie Leben und Werk der mexikanischen Malerin Frida Kahlo (1907–1954) beschreibt, die seit ihrer Kindheit an den Folgen eines Unfalls litt und „ihre unbewußten Bedrängungen und Beklemmungen“ zum Motiv ihrer surrealistischen Selbstporträts machte.
1995 wurde sie an der Universität Lüneburg, wo sie seit 1992 auch unterrichtete, mit einer filmtheoretischen Arbeit zu Jacques Tati promoviert. Von 1995 bis 1998 und von 2002 bis 2004 war sie Gastdozentin für Medienkunst- und Medientheorie an der Staatlichen Hochschule für Gestaltung in Karlsruhe.
Nabakowski war Deutschlandkorrespondentin für die Kunstzeitschrift art press (Paris). Sie schreibt unter anderem für den Zürcher Tages-Anzeiger, Du – Zeitschrift für Kultur, springerin – Hefte für Gegenwartskunst und die Frankfurter Allgemeine Zeitung.
Nabakowski lebt und arbeitet in Wiesbaden.

## Schriften
- (Hrsg.) Kunstforum International. Video – 20 Jahre später. Cross Culture. Bd. 77/78, 9–10/1985,
- Gislind Nabakowski, Helke Sander, Peter Gorsen: Frauen in der Kunst. Suhrkamp, Frankfurt am Main, 1980 "ISBN 978-3-518-10952-6
- (Text): Black & Wide, Städtische Galerie Neunkirchen, Neuer Kunstverein Aschaffenburg. Kehrer, Heidelberg, 2012, ISBN 978-3-86828-302-0
- Bildtheoretische Betrachtungen zu einer Kunstfigur: Jacques Tatis Life‐ Style‐, Urbanismus‐ und Designkritik, Universität Lüneburg 1996. (Dissertation) gefördert von der Stiftung Kunstfonds
- Erinnerung an die Jahre 1966-1971 mit und um Beuys. In: Brennpunkt Düsseldorf: Joseph Beuys – Die Akademie – Der allgemeine Aufbruch 1962–1987. Katalog, Kunstmuseum Düsseldorf, 1987, S. 101–107